# Prvobytně pospolná společnost
Prvobytně pospolná společnost (německy Urgesellschaft) byl podle marxistů prvotní stav lidské společnosti, který existoval po mnohá desetitisíciletí u všech národu na raném stupni jejich vývoje. Friedrich Engels ji ve své práci Původ rodiny, soukromého vlastnictví a státu definoval jako dobu před vznikem soukromého vlastnictví. Podle marxistů tehdy také ještě neexistovala rodina, třídní dělení společnosti, nadvláda nad druhými lidmi, nadhodnota ani ideologie.
Prvobytně pospolná společnost je v marxistické periodizaci dějin společensko-ekonomická formace v období pravěku. Předcházela otrokářské společnosti.
Podle marxistů ji charakterizovala nízká úroveň vývoje výrobních sil, společenské vlastnictví výrobních prostředků a malý stupeň diferencovanosti ostatních výrobních a společenských vztahů (zejména rovnost všech lidí, která však byla ve vyspělých fázích vývoje prvobytněpospolné společnosti narušena). Ve společenském vědomi převládalo náboženství a umění. Období prvobytně pospolné společnosti začalo vznikem člověka a skončilo nástupem prvních státních útvarů, což bylo v rozdílných částech světa v různých obdobích.
Ve vývoji prvobytně pospolné společnosti jejich teoretici rozlišují čtyři základní etapy:
1. etapa zahrnuje starší a střední paleolit, tedy období vzniku člověka. Tehdy údajně vznikly i první zárodky základních forem společenské organizace. Lidé se seskupovali do tlup, pravděpodobně na základě pokrevního příbuzenství. Všestrannou nerozvinutost dokládají primitivní výrobní nástroje. Chybí spolehlivé doklady o společenském vědomí (náboženství, umění), pokračoval fyzický vývoj člověka (antropogeneze).
2. etapa zahrnuje vývin nediferencované rodové společnosti.
3. etapu tvoří patriarchát.
4. etapu tvoří období vojenských demokracií.